# 唐笛
唐笛是一種朝鮮傳統音樂使用的竹製橫笛，略小於相似形狀的中笒。唐笛源於中國笛子，其名來自中國的唐朝。唐笛是聲音清亮的氣鳴樂器，根據樂學軌範音域為一又二分之一個八度。常伴以朝鮮的魯特琴類樂器和木琴。其被改造以擴大音域範圍，以發黃或生病的竹子製成，具有一吹孔及七音孔，然而第七孔不用。在朝鮮半島的樂器中，唐笛是最高音的樂器。

## 外部連結
- Dangjeok page
- Dangjeok page
- Dangjeok audio